# Killer Prom
Ti ruberò la vita (Killer Prom) è un film per la televisione statunitense del 2020, diretto da Alexandre Carrière.

## Trama
Dopo la morte della madre Hannah avvenuta in circostanze misteriose, il vedovo Tony Wilson e i due figli Maya e Luke accolgono in casa una lontana cugina rimasta orfana Sienna Lawton. Sperando di impossessarsi della sua nuova famiglia dopo aver ucciso Hannah, decide di escogitare un piano diabolico per ricreare il ballo di fine anno a cui non ha mai potuto partecipare.